# Neslovice
Neslovice település Csehországban, a Brno-vidéki járásban. Neslovice Tetčice, Kratochvilka, Hlína, Ivančice, Oslavany és Zbýšov településekkel határos. Lakosainak száma 994 fő (2024. január 1.).

## Népesség
A település lakosságának változását az alábbi diagram mutatja:
| Lakosok száma | 549  | 720  | 888  | 880  | 705  | 780  | 899  | 933  | 947  | 994  |
|               | 1869 | 1890 | 1921 | 1950 | 1980 | 2001 | 2017 | 2019 | 2022 | 2024 |